# Borlunda socken
Borlunda socken i Skåne ingick i Frosta härad och är sedan 1971 en del av Eslövs kommun, från 2016 inom Borlunda-Skeglinge distrikt.
Socknens areal är 16,70 kvadratkilometer varav 16,57 land. År 1990 fanns här 195 invånare. Kyrkbyn Borlunda med sockenkyrkan Borlunda kyrka ligger i socknen. 

## Administrativ historik
Socknen har medeltida ursprung. 
Vid kommunreformen 1862 övergick socknens ansvar för de kyrkliga frågorna till Borlunda församling och för de borgerliga frågorna bildades Borlunda landskommun. Landskommunen uppgick 1952 i Skarhults landskommun som 1971 uppgick i Eslövs kommun. Församlingen uppgick 1992 i Borlunda-Skeglinge församling som 2006 uppgick i Eslövs församling.
1 januari 2016 inrättades distriktet Borlunda-Skeglinge, med samma omfattning som Borlunda-Skeglinge församling fick 1992, och vari detta sockenområde ingår.
Socknen har tillhört län, fögderier, tingslag och domsagor enligt vad som beskrivs i artikeln Frosta härad. De indelta soldaterna tillhörde Norra skånska infanteriregementet, Frosta kompani.

## Geografi
Borlunda socken ligger närmast sydost om Eslöv kring Bråån. Socknen är en odlad slättbygd.
Byar i socknen är Borlunda, Brönneslöv och Gryby.

## Fornlämningar
Från stenåldern är boplatser funna. 

## Namnet
Namnet skrevs i mitten av 1100-talet Burlundum och kommer från kyrkbyn. Förleden antas innehålla borr, 'hål, sänka' syftande på den gamla kyrkan läge vid en sänka vid Bråån. Efterleden innehåller lund, 'skogsdunge'.
Namnet skrevs före 22 oktober 1927 även Borrlunda socken.